# H+/K+ pojačavajuća ATPaza
+/+ pojačavajuća ATPaza (EC 3.6.3.10, +-+-ATPaza, H,K-ATPaza, (K+ + +)-ATPaza) je enzim sa sistematskim imenom ATP fosfohidrolaza (H+/+ razmena). Ovaj enzim katalizuje sledeću hemijsku reakciju
ATP + 2O + H+in + +out {\displaystyle \rightleftharpoons } ADP + fosfat + H+out + +in
Ova P-tip ATPaza podleže kovalentnoj fosforilaciji tokom transportnog ciklusa.

## Literatura
- Nicholas C. Price; Lewis Stevens (1999). Fundamentals of Enzymology: The Cell and Molecular Biology of Catalytic Proteins (Third изд.). USA: Oxford University Press. ISBN 019850229X.
- Eric J. Toone (2006). Advances in Enzymology and Related Areas of Molecular Biology, Protein Evolution (Volume 75 изд.). Wiley-Interscience. ISBN 0471205036.
- Branden C; Tooze J. Introduction to Protein Structure. New York, NY: Garland Publishing. ISBN 0-8153-2305-0.
- Irwin H. Segel. Enzyme Kinetics: Behavior and Analysis of Rapid Equilibrium and Steady-State Enzyme Systems (Book 44 изд.). Wiley Classics Library. ISBN 0471303097.
- William P. Jencks (1987). Catalysis in Chemistry and Enzymology. Dover Publications. ISBN 0486654605.

## Spoljašnje veze
- H+/K+-exchanging+ATPase на 